# Tomoderus harwoodi
Tomoderus harwoodi es una especie de coleóptero de la familia Anthicidae.

## Distribución geográfica
Habita en Mesopotamia.